# Clemency (film)
Pour les articles homonymes, voir Clémency.
Pour plus de détails, voir Fiche technique et Distribution.
Clemency est un film américain réalisé par Chinonye Chukwu, sorti en 2019.

## Synopsis
Bernadine Williams, une directrice de prison, supervise l'exécution du détenu Victor Jimenez aux côtés de l'aumônier de la prison, David Kendricks.

## Fiche technique
- Titre : Clemency
- Réalisation : Chinonye Chukwu
- Scénario : Chinonye Chukwu
- Musique : Kathryn Bostic
- Photographie : Eric Branco
- Montage : Phyllis Housen
- Production : Timur Bekbosunov, Julian Cautherley, Bronwyn Cornelius et Peter Wong
- Société de production : ACE Pictures Entertainment, Bronwyn Cornelius Productions et Big Indie Pictures
- Pays :  États-Unis
- Genre : Drame
- Durée : 112 minutes
- Date de sortie : 
  - États-Unis : 27 décembre 2019

## Distribution
- Alfre Woodard : Bernadine Williams
- Richard Schiff : Marty Lumetta
- Aldis Hodge : Anthony Woods
- Wendell Pierce : Jonathan Williams
- Danielle Brooks : Evette Wilkinson
- Michael O'Neill : Aumônier David Kendricks
- Richard Gunn : Thomas Morgan
- LaMonica Garrett : Logan Cartwright
- Vernee Watson-Johnson : Mmr. Collins
- Dennis Haskins : M. Collins
- John Churchill : l'officier Brooks
- Alex Castillo : Victor Jimenez
- Alma Martinez : Mlle. Jimenez
- Michelle Bonilla : Sonia

## Distinctions
Le film reçoit le Grand prix du jury au festival du film de Sundance 2019.